# Produktionswirtschaft

In der Produktionswirtschaft werden oft komplexe Systeme aus mehreren Maschinen erforscht.

Die Produktionswirtschaft (auch Produktionswirtschaftslehre, abgekürzt PW beziehungsweise PWL) ist der Teil der Betriebswirtschaftslehre, die sich mit allen kaufmännischen Aufgaben der Produktion auseinandersetzt.

## Allgemeines
Sie beschäftigt sich neben der Produktions- und Kostentheorie mit der Planung und Steuerung des Produktionsprogramms und des Produktionsprozesses, der Wahl des oder der Produktionsverfahren, der Organisation der Produktion und der Gestaltung der Produktionspotentiale. Sie unterscheidet sich von der Produktionstechnik, die die technischen Aspekte der Produktion betrachtet, und von anderen Bereichen der Betriebswirtschaftslehre wie der Finanzwirtschaft, Personalwirtschaft oder Absatzwirtschaft, indem sie die Planung, Steuerung und Überwachung der Produktion ganzheitlich unter ökonomischen, ökologischen und mitarbeiterbezogenen Gesichtspunkten betrachtet. Aktuelle Lehrmeinungen und Konzepte, wie beispielsweise das Advanced Planning and Scheduling, beziehen dabei auch angrenzende Bereiche wie die Beschaffung und Bereitstellung der Teile und Baugruppen sowie die Distribution der Produkte mit ein.
Die Produktionswirtschaft behandelt grundsätzlich auch die Erstellung von Dienstleistungen in allen Arten von Betrieben, wird aber oft unausgesprochen auf die Industrie und Sachgüterproduktion reduziert, teils auch explizit als industrielle Produktionswirtschaft oder Fertigungswirtschaft bezeichnet, wobei sich der Begriff der Fertigung meist auf die Herstellung diskreter Sachgüter und deren Montage bezieht.
Die Produktionswirtschaft war während ihrer Anfänge in den 1950er Jahren auf rein wirtschaftliche Aspekte der Produktion in Unternehmen konzentriert; heute hat sie sich zu einer interdisziplinären Wissenschaft weiterentwickelt. Sie möchte die Fragen, die sich beim Managen von Betrieben stellen, beschreiben, theoretisch durchdringen und beantworten. Hierzu arbeitet sie mit weiteren Fachrichtungen zusammen – vor allem mit den Ingenieurwissenschaften und der Logistik – oder integriert die Erkenntnisse und Methoden von Hilfs- und Nachbarwissenschaften wie Mathematik, Operations Research, Wirtschaftsinformatik, Arbeitswissenschaft, Wirtschaftsrecht, Soziologie oder Wirtschaftspsychologie.

## Geschichte

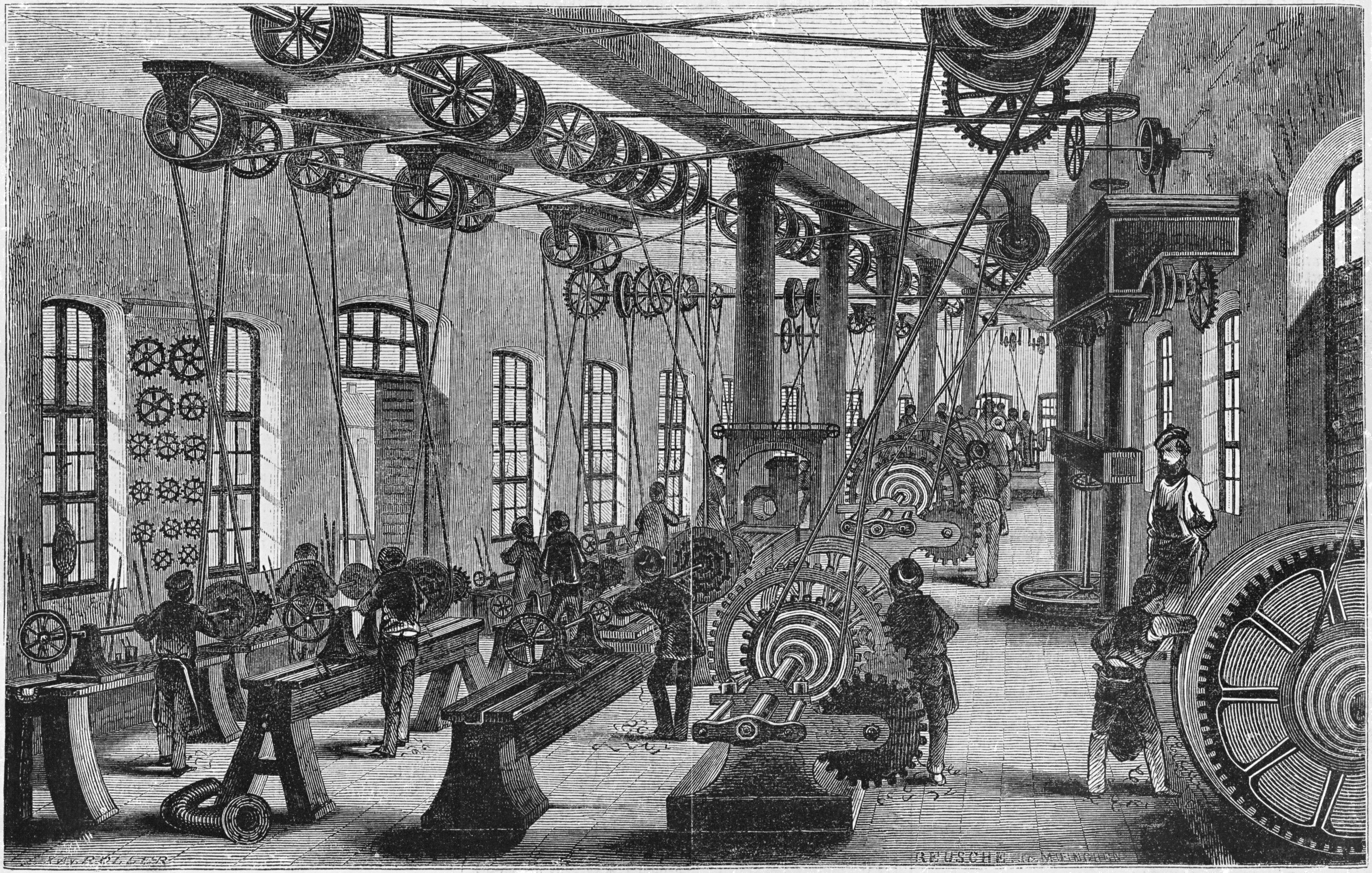
Dreharbeiten während der industriellen Revolution

Im Laufe der industriellen Revolution entstanden immer größere Manufakturen und Fabriken. In ihnen arbeiteten überwiegend ungelernte Arbeitskräfte, deren Tätigkeit durch Vorarbeiter und Meister koordiniert wurde. Die in den Betrieben arbeitenden Ingenieure waren seitdem mit der Frage konfrontiert, wie die Produktion am besten organisiert werden kann.
Der amerikanische Ingenieur Taylor begann 1883 mit seiner sogenannten wissenschaftlichen Betriebsführung (Scientific Management), bei der er mit Stoppuhren einzelne Arbeitsgänge optimierte. Das Ehepaar Frank und Lillian Gilbreth entwickelte daraus schließlich die Systeme vorbestimmter Zeiten, die heute noch bei der Planung von Produktionssystemen verwendet werden. Die ersten produktionswirtschaftlichen Fragen wurden somit von in der Praxis tätigen Ingenieuren beantwortet. Eine theoretisch fundierte Erforschung der Thematik auf akademischer Ebene setzte erst später mit dem Entstehen der Betriebswirtschaftslehre ein.

### Stellung der Produktionswirtschaft im System der Betriebswirtschaftslehre
Die gegen Ende des 19. Jahrhunderts entstandene Betriebswirtschaftslehre war anfangs branchen- und institutionenbezogen in spezielle Betriebswirtschaftslehren (Bankbetriebslehre, Industriebetriebslehre, Handelsbetriebslehre, Verkehrswirtschaftslehre, Versicherungsbetriebslehre und weitere) geteilt. Während sich die heutige Allgemeine Betriebswirtschaftslehre mit der Produktion im allgemeinen Sinne, dem Erstellen von materiellen Gütern (Sachgütern) und Dienstleistungen, beschäftigt, befasste sich zunächst nur die Industriebetriebslehre mit der Produktion im engeren Sinne, d. h. mit dem wirtschaftlichen Erstellen ausschließlich materieller Güter. Ihre Erkenntnisse bildeten die Basis der heutigen Produktionswirtschaft. Den markt- und kundenbezogenen Gegenpol zur Produktionswirtschaft bildet die einzelbetriebliche Absatzwirtschaft.

### Erich Gutenberg und Wirtschaftswunder
Während des Wirtschaftswunders waren viele Unternehmen vor das Problem gestellt, dass es zwar ausreichend zahlungsbereite Kundschaft gab, die Unternehmen jedoch mit ihrer Produktion die Nachfrage nicht bedienen konnten (sogenannter Verkäufermarkt). Fragen der Produktion rückten damit verstärkt ins Zentrum des Interesses der Betriebswirte. Es ging einerseits darum, die Produktionskapazitäten zu erhöhen, um möglichst viel absetzen zu können, andererseits darum, diese Kapazitäten optimal auszulasten, um die maximale Menge möglichst kostengünstig zu produzieren. Hierfür wurde die Produktions- und Kostentheorie ständig weiterentwickelt. Erich Gutenberg war einer der Ersten, die die Produktion als betriebliche Hauptfunktion begriffen, was sich im Titel seines 1951 erschienenen Hauptwerkes Die Produktion widerspiegelt. Als Folge wurde die BWL immer stärker nach betrieblichen Funktionen wie Produktionswirtschaft, Absatzwirtschaft oder Finanzwirtschaft gegliedert. Jedoch besteht bis heute neben dieser Gliederung auch die nach Wirtschaftszweigen wie Industrie-, Handels- oder Bankbetriebslehre (sog. spezielle Betriebswirtschaft) weiter.
Gutenberg entwickelte die aus der Volkswirtschaftslehre bekannte Produktionstheorie weiter, um damit die innerbetriebliche Produktion besser beschreiben zu können. Ein Beispiel für eine solche Weiterentwicklung ist die nach ihm benannte Gutenberg-Produktionsfunktion. Mit ihr beschrieb er den Treibstoffverbrauch einer Maschine in Abhängigkeit von der Intensität der Produktion – der Drehzahl der Maschine – und ermittelte eine optimale Intensität. Bekannt ist auch die auf ihn zurückgehende Einteilung der Produktionsfaktoren in Arbeit, Werkstoffe und Betriebsmittel, im Gegensatz zur damaligen volkswirtschaftlichen Einteilung in Arbeit, Kapital und Boden. Zusätzlich führte er den dispositiven Faktor ein, der die planende, leitende und lenkende Tätigkeit der Unternehmensführung beschreibt und ein eigenes Einkommen rechtfertigt.
Während Gutenberg mit seinem faktortheoretischen Ansatz an der mathematischen Beschreibung der Zusammenhänge zwischen Input und Output interessiert war, begründete Edmund Heinen in den 1960er Jahren die entscheidungsorientierte Betriebswirtschaftslehre. Sie beschäftigt sich mit dem Vorbereiten, Treffen, Umsetzen und Kontrollieren von Entscheidungen in Unternehmen. Heinen bemerkte dazu: „Betriebswirtschaften sind nicht ‚Veranstaltungen‘ irgendwelcher abstrakter Produktionsfaktoren, sondern Sozialsysteme, in denen Menschen […] zusammenarbeiten.“ Somit wurde auch die Produktionswirtschaft um eine soziale Komponente erweitert, wobei die Gestaltungsentscheidungen z. B. bei der Organisations-, Produkt- oder Verfahrensgestaltung in den Blick rückten.

### Vom Verkäufer- zum Käufermarkt
Die meisten europäischen Märkte entwickelten sich in den 1970er Jahren von Verkäufermärkten weiter in Richtung von Käufermärkten. Das Marketing wurde ausgebaut, sowohl im akademischen Umfeld als auch in der betrieblichen Praxis. Für die betriebliche Produktion bedeutete der Umschwung vor allem, dass nicht möglichst viel zu produzieren war, sondern genau so viel wie abgesetzt werden konnte. Es gab also eine Sollproduktionsmenge, die möglichst nicht zu über- oder unterschreiten war. In der Systemtheorie und Regelungstechnik waren bereits Konzepte bekannt, die einem System eine Sollgröße vorgeben und die erreichte Istgröße laufend mit dieser Sollgröße vergleichen, um das Verhalten des Systems zu regeln. Hans Ulrich wandte Erkenntnisse der Systemtheorie und Kybernetik auf wirtschaftliche Fragen an und begründete so den systemtheoretischen Ansatz. Niedergeschlagen hat sich seine Herangehensweise im Begriff des Produktionssystems, das ähnlich wie ein technisches System gesteuert und geregelt werden kann.
Zugleich differenzierten und individualisierten sich die Verbraucherbedürfnisse. Zusätzlicher Umsatz konnte nicht mehr durch vermehrte Produktion von Standardgütern auf Massenmärkten erreicht werden, da es zahlungsbereite Kunden oft nur noch in Nischenmärkten gab. Das führte seit Mitte der 1960er Jahre zuerst u. a. in der stark durch Modetrends beeinflussten Bekleidungsindustrie, seit den 1980er Jahren auch in der Automobilindustrie dazu, dass spürbar wurde, dass deren lange, starre, getaktete Fertigungslinien die Variation der Modelle und Ausstattungsanforderungen nicht mehr bewältigen konnten. An die Stelle von Standardproduktionsprogrammen trat ein variantenreiches, aufgrund von Trends und Moden immer häufiger – und auch saisonal – wechselndes Produktangebot. Wachstum wurde eher durch Differenzierung und auf Nischenmärkten als durch Kostenführerschaft erzielt. In der betriebswirtschaftlichen Theoriebildung schlug sich dies in der Schwerpunktsetzung auf Fragen der Flexibilisierung des Produktionsprogramms, der Losgrößenoptimierung und Feinsteuerung der Produktion nieder, die nur auf Basis einer flexiblen Fertigungstechnologie und unter erheblichem Einsatz von EDV-Systemen sowie durch neuartige Entlohnungs- und Anreizsysteme und alternative Organisationsformen zu lösen waren, die den Zeitstudienakkord ablösten.
Da Kunden außerdem ein stärkeres Umweltbewusstsein entwickelten, wurden seit den 1990er Jahren Fragen des Umweltschutzes für die Unternehmen immer wichtiger. Die Produktionswirtschaft versuchte daher die Umwelt stärker zu integrieren. Hierzu wurden unter anderem neue Produktionsfunktionen entwickelt, die nicht nur die Produktion von Gütern berücksichtigen, sondern gleichzeitig betriebliche oder Entsorgungskosten unerwünschter Objekte wie Abwasser, Abgase oder Verschnittreste. Diese Produktionsfunktionen bauen auf der Aktivitätsanalyse auf, die entscheidend an die produktionswirtschaftlichen Erfordernisse angepasst wurde.

### Moderne Entwicklungen
Einflüsse der Managementlehre gesellschaftlicher Institutionen sorgten für ein verstärkt praxisorientiertes, interdisziplinäres Vorgehen. Die Produktionswirtschaft fokussierte bis dahin stark auf wirtschaftliche Fragen der Produktion. Spätestens seit Mitte der 1990er Jahre versucht die Produktionswirtschaft alle Fragen zu beantworten, die beim Management von Produktionssystemen entstehen, und bindet verstärkt sozialwissenschaftliche, rechtswissenschaftliche, psychologische, umweltbezogene, technische und weitere Erkenntnisse ein. Erich Zahn und Uwe Schmidt definieren daher Produktionswirtschaft als „die angewandte, interdisziplinäre Lehre vom Produktionsmanagement“.
Eine besondere Rolle spielt heute die Erhöhung der Ressourceneffizienz einschließlich der Energieproduktivität z. B. im Rahmen von kreislaufwirtschaftlichen Modellen der Einsparung von abiotischen Materialien und der Vermeidung von Abfällen und Emissionen, wie sie von der EU-Initiative „Ressourcenschonendes Europa“ 2011 gefordert und von der Bundesregierung seit 2012 umgesetzt wird.

## Allgemeines

### Gliederung, Abgrenzung und Umfang

#### Gliederung
Die Produktionswirtschaft wird uneinheitlich gegliedert. Günther Zäpfel gliederte in den 1980er Jahren sein dreibändiges Standardwerk in operatives (kurzfristiges), taktisches (mittelfristiges) und strategisches (langfristiges) Produktionsmanagement. Die einzelnen Bücher waren inhaltlich gegliedert in Fragen, die den Input als Einsatz der Produktion, Output als Ergebnis der Produktion und Throughput als Prozess eines Produktionssystems betreffen. Eine andere inhaltliche Gliederung besteht aus Produktionsprogrammplanung sowie der Bereitstellungsplanung und der Prozess- oder Ablaufplanung, die auch zur Vollzugs- oder Produktionsdurchführungsplanung zusammengefasst werden. Werner Kern stellte Anfang der 1990er Jahre der Bereitstellungsplanung die Potentialgestaltung gegenüber und der Ablaufplanung die Prozessgestaltung. Damit gelangte er zu seinem „3-P-Konzept“ aus Produkt- und Programmplanung (Was und wie viel wird produziert?), Potentialgestaltung (Womit wird produziert?) und Prozessplanung (Wie wird produziert?).
Dies stimmt inhaltlich weitgehend mit dem Input-Throughput-Output-Konzept Zäpfels überein. Harald Dyckhoff wiederum unterscheidet zwischen der eher theoretischen Produktionstheorie einerseits und dem eher praxisorientierten Produktionsmanagement andererseits. Dieser Artikel orientiert sich größtenteils am „3-P-Konzept“.

#### Abgrenzung
Die meisten funktionellen Betriebswirtschaften wie die Finanzwirtschaft, die Personalwirtschaft oder die Absatzwirtschaft betrachten das Verhältnis eines Unternehmens zu den entsprechenden Märkten (Finanz-, Arbeits- und Absatzmarkt). Eine Besonderheit des Produktionssystems eines Unternehmens liegt darin, dass es nicht auf unternehmensexternen Märkten auftritt, sondern nur mit innerbetrieblichen Bereichen interagiert. Somit kommt es häufig zu Überschneidungen mit anderen Bereichen, die jedoch nicht bloß toleriert werden, sondern im Sinne der Allgemeinen Betriebswirtschaftslehre bewusst gefördert werden. Schnittmengen ergeben sich mit der Personalwirtschaft beim Thema Arbeitskräfte, die im Rahmen der Potentialgestaltung der Arbeit behandelt werden, oder auch mit der Beschaffungswirtschaft im Bereich der Materialwirtschaft. Fragen nach dem Produktionsprogramm sind eng verwandt mit solchen zum Absatzprogramm, welche die Absatzwirtschaft behandelt. Ein fließender Übergang ergibt sich von der Produktions- und Kostentheorie über die Kosten- und Leistungsrechnung zum Rechnungswesen. Spezielle Organisationstypen der Produktion werden auch im Rahmen der Betriebsorganisation behandelt.
Mit dem Produktionscontrolling und der Produktionslogistik existieren auch Teilbereiche eigenständiger Wissenschaften, die sich gezielt mit sich auf die Produktion beziehenden Fragen ihres Fachbereichs befassen.

#### Umfang und Verhältnis zur Industriebetriebslehre
Während die Industriebetriebslehre alle betrieblichen Bereiche eines Industriebetriebes behandelt, also die industrielle Beschaffung, Personalwirtschaft, Produktion, Rechnungswesen und weitere, obliegt es der Produktionswirtschaft im allgemeinen Sinne, über alle Wirtschaftszweige hinweg Fragen der Produktion zu behandeln. Im engeren Sinne werden jedoch nur die industrielle und auch die handwerkliche Produktion von Sachgütern betrachtet, da die „Produktion“ in Banken, Versicherungen und im Handel sich von der industriellen Produktion so stark unterscheidet, dass es kaum möglich ist, all diese Wirtschaftszweige in einem allgemeinen Sinne zu behandeln. Diese eng gefasste Konzeption wird auch als industrielle Produktionswirtschaft bezeichnet. Dienstleistungen werden teilweise explizit der Produktionswirtschaft zugeschlagen, unter anderem mit der Begründung, dass Unternehmen immer eine Mischung aus Sachgütern und Dienstleistung anbieten. Der Hersteller einer Maschine beispielsweise unterweist auch das Personal seines Kunden in der Bedienung dieser Maschine. Teilweise werden Dienstleistungen auch explizit ausgeschlossen, um nur die Sachgüterproduktion zu betrachten.

#### Verhältnis zum Operations Management
In der angelsächsischen Literatur wird das Gegenstück zur Produktionswirtschaft als Operations Management bezeichnet. Es weist aus historischen Gründen einige methodische und inhaltliche Unterschiede zur Produktionswirtschaft auf, behandelt aber ähnliche Themen. Bis etwa zum Ende des Zweiten Weltkriegs gab es weitgehende Gemeinsamkeiten. In der angelsächsischen Welt galt der Produktionsbereich allerdings als geprägt von Routinen und „Low-level-Entscheidungen“ und somit als wenig karrierefördernd. Folglich ist die gesamte Produktions- und Kostentheorie, die in der deutschsprachigen Literatur fortlaufend weiterentwickelt wurde, in den USA auf wenig Interesse gestoßen. Ab den 1970er Jahren holte Japan in der industriellen Wirtschaft stark auf. Japanische Unternehmen waren in der Lage, qualitativ bessere oder gleich gute Güter zu geringeren Kosten zu produzieren. Die damals innovativen Methoden sind heute als Toyota-Produktionssystem bekannt. Dieser Vorsprung Japans führte dazu, dass in den USA (wie auch in Europa) eine Produktivitätskrise (englisch productivity crisis) ausgerufen wurde. Es kam zu einer Rückbesinnung auf das Operations Management, das aus einer Reihe von Arbeiten über die Gemeinsamkeiten von Produktionssystemen entstanden ist. Der Begriff Operations Management spielt dabei auf die Verwendung von mathematischen Methoden des Operations Research im Produktionsbereich an. Eine Ausbildungsoffensive führte zu einem hohen Stellenwert des Operations Management in der akademischen Ausbildung, die sie bis heute erhalten hat.
Die Unterschiede machen sich besonders in der Konzeption der Lehrbücher bemerkbar: Während die deutschsprachige Literatur formale Aussagen über Produktionssysteme macht und mit der Produktions- und Kostentheorie einen theoretischen Rahmen enthält, ist die angelsächsische Literatur stärker an einzelnen Querschnittsfragen, Teilbereichen und Aufgabenketten interessiert, die meist anhand von praxisbezogenen Beispielen erläutert werden. Des Weiteren hat das Operations Management einen stärkeren Bezug zu Dienstleistungen. Ein häufiges Lehrbuch-Beispiel ist die Reservierung von Sitzplätzen in Flugzeugen. Da einige Kunden die Reservierung kurzfristig stornieren, würden Sitzplätze frei bleiben. Deshalb werden Flugzeuge oft „überbucht“ in der Erwartung, dass letztendlich doch jeder Kunde einen Sitzplatz erhält. Berechnet wird anschließend die optimale Anzahl der überbuchten Plätze. Des Weiteren haben Themen wie Warteschlangentheorie und Bestandsmanagement einen festen Platz in der angelsächsischen Literatur; in der deutschen werden sie nur in der Logistik behandelt.

### Produktionsfaktoren
Der Begriff Produktionsfaktoren oder kurz auch Faktoren umfasst alle materiellen und immateriellen Mittel und Leistungen, die an der Produktion von Gütern mitwirken. Beispiele sind Arbeitskräfte, Maschinen, Werkzeuge oder auch Personen, die planerischen und koordinierenden Tätigkeiten nachgehen. Gutenberg unterteilte sie in die elementaren Faktoren Arbeit, Werkstoffe und Betriebsmittel sowie in die dispositiven Faktoren Leitung, Planung, Organisation und Kontrolle. In einer detaillierteren Form werden die Werkstoffe unterschieden in Roh-, Hilfs- und Betriebsstoffe und die Betriebsmittel in materielle und immaterielle wie Patente oder Lizenzen. Wenn von Produktionsfaktoren die Rede ist, sind oft nur die elementaren Faktoren gemeint.
| Elementarfaktoren | Elementarfaktoren | Elementarfaktoren | Elementarfaktoren         | Elementarfaktoren           | Elementarfaktoren | Elementarfaktoren | dispositive Faktoren | dispositive Faktoren | dispositive Faktoren | dispositive Faktoren | dispositive Faktoren | dispositive Faktoren | dispositive Faktoren |
| Werkstoffe        | Werkstoffe        | Werkstoffe        | Betriebsmittel            | Betriebsmittel              | Betriebsmittel    | Arbeit            | Leitung              | Planung              | Organisation         | Überwachung          |                      |                      |                      |
| Rohstoffe         | Hilfsstoffe       | Betriebsstoffe    | materielle Betriebsmittel | immaterielle Betriebsmittel |                   | Arbeit            | Leitung              | Planung              | Organisation         | Überwachung          |                      |                      |                      |

### Definition von Produktion
Die Betriebswirtschaftslehre führt die Produktion als eine der klassischen Funktionen im Betrieb (Beschaffung, Produktion, Vertrieb). Es existieren mehrere Definitionen von Produktion:
Produktion als Faktorkombination: Es werden die Produktionsfaktoren Arbeitskraft, Betriebsmittel und Werkstoffe kombiniert, um Produkte zu erzeugen. Diese Definition geht zurück auf Erich Gutenberg, der nur die Produktion von Sachgütern betrachtete.
Produktion als Phase im Betrieb, die zwischen Beschaffung und Absatz liegt: Diese Definition ist enger gefasst, da auch in Beschaffung, Absatz und allen anderen Unternehmensbereichen Faktoren kombiniert werden. Hier wird betont, dass sich bei der Produktion eine Transformation vollzieht und nicht nur ein Transfer wie z. B. beim Transport oder ein Eigentümerwechsel wie bei Beschaffung und Absatz.
Produktion als Wertschöpfung: Diese Definition versteht sich vor allem als Abgrenzung zur Konsumtion, bei der Werte vernichtet werden. Sie schließt aber auch Prozesse mit ein, bei denen z. B. Abfall vernichtet wird (Müllverbrennungsanlage), da auch hier die Produkte Energie und Abgase mehr wert sind als der Ausgangsstoff Müll. Während Sachgüter lagerbar sind, also nach der Produktion verbraucht oder gebraucht werden, ist dies bei Dienstleistungen nicht der Fall. Sie werden gleichzeitig produziert und konsumiert.

### Ziele
Produktionswirtschaftliche Ziele sollen einerseits dem mittleren und unteren Management per Zielvereinbarung einen Bewertungsmaßstab bieten, an dem sich die entsprechenden Personen orientieren können. Andererseits haben Ziele eine Koordinationsfunktion, mit der dezentral getroffene Entscheidungen sich auf ein gemeinsames Oberziel ausrichten lassen. Sie lassen sich unterscheiden in Sach- und Formalziele. Sachziel ist die Erzeugung der geplanten Produkte. Formalziele bestehen aus einer Input-Output-Beziehung. Sie lassen sich einteilen in technische Ziele, etwa die Produktivität, ökonomische Ziele wie Gewinn, Rentabilität oder Umsatz, soziale Ziele, etwa Gesundheit der Arbeitnehmer oder Arbeitsplatzerhalt und schließlich ökologische Ziele, etwa das Einhalten von Emissionswerten oder Recyclingquoten.
Aus diesen Zielen lassen sich weitere hinführende Ziele ableiten, etwa möglichst niedrige Produktionskosten und Durchlaufzeiten oder eine gute Termineinhaltung sowie hohe Stückzahlen oder Qualität.

### Produktionssysteme

Layout und Materialfluss bei der Werkstättenfertigung als Beispiel für ein Produktionssystem

Aus systemtheoretischer Sicht handelt es sich bei einem Produktionssystem um das Untersystem eines Unternehmens, das für die Produktion zuständig ist und das selber wieder aus Produktionssystemen bestehen kann. Beispiele für Produktionssysteme sind Werke, Fabriken, Montagelinien, Werkstätten oder einzelne Maschinen. Zu den wichtigsten Eigenschaften von Produktionssystemen zählen die Kapazität und die Flexibilität. Kapazität ist definiert als das Leistungsvermögen in einem bestimmten Zeitraum. Flexibilität ist die Fähigkeit zur Anpassung an sich ändernde Bedingungen. Die wichtigsten Elemente von Produktionssystemen sind Input, Throughput und Output, im Deutschen auch (Mittel-)Einsatz, Durchsatz und Ausbringung(-smenge) genannt. Beim Input handelt es sich um die Produktionsfaktoren. Der Throughput stellt den eigentlichen Produktionsprozess dar, wie z. B. Teilefertigung oder Montage. Beim Output handelt es sich um die zu verkaufenden Endprodukte. Output eines Produktionssystems können alle möglichen Arten von Gütern sein, zum Beispiel Konsum- oder Investitionsgüter, Dienstleistungen oder Informationen.

### Produktionstypen
Die in der Industrie anzutreffenden Produktionssysteme sind sehr vielfältig und werden deshalb in der Literatur nach Produktionstypen kategorisiert. Je nachdem, ob es sich beispielsweise um Einzel-, Serien- oder Massenfertigung oder um Werkstatt-, Gruppen- oder Fließproduktion handelt, ergeben sich verschiedene Arten von Planungsproblemen.
- Organisationstypen:
  - Werkstattproduktion: Bei der Werkstattproduktion werden Maschinen gleicher Art in Werkstätten zusammengefasst (Dreherei, Fräserei, Lackierabteilung). Die Produkte werden zwischen den Werkstätten weitergereicht, bis sie fertig bearbeitet wurden. Von Vorteil ist hierbei die große Flexibilität: Das eine Produkt kann z. B. zuerst gedreht und dann gefräst werden, ein anderes zuerst gefräst und danach gedreht.
  - Fließfertigung: Hier sind die Maschinen in einer festen Reihenfolge angeordnet und die Produkte werden durch Fördereinrichtungen zwischen den Maschinen weitergereicht. Die Fließproduktion ermöglicht hohe Stückzahlen bei geringer Flexibilität.
  - Gruppenproduktion: In verschiedenen Bedeutungsnuancen auch Insel- oder Zentrenproduktion. Eine Mischung aus Fließ- und Werkstattproduktion.
- Auflagengröße: Anzahl der hergestellten Produkte. Es wird unterschieden zwischen Massen-, Sorten-, Serien- und Einzelproduktion.
  - Einzelproduktion: Jedes Produkt wird einmalig für einen bestimmten Kunden angefertigt. Beispiele sind Maßschneider, Hersteller von Spezialmaschinen, Anlagenbau oder Werften.
  - Serienproduktion: Mehrere identische Produkte werden hergestellt, bevor die Anlagen auf einen anderen Produkttyp umgestellt werden.
  - Sortenproduktion: Es werden sehr viele gleiche Produkte hergestellt, bevor Maschinen und Anlagen auf andere, aber ähnliche Produkte umgerüstet werden. Sie bildet den Übergang zur Massenproduktion.
  - Massenproduktion: Nur eine Produktart wird gefertigt, jedoch in sehr großen Mengen.
  - Mass Customization: Die Produkte werden jeweils (einzeln) nach Kundenauftrag (s. a. Build-to-Order), aber dennoch in Form der Massenproduktion gefertigt (Beispiel: Automobilbau).[37]

## Produktions- und Kostentheorie

Beispiel für eine Produktionsfunktion: Die ertragsgesetzliche Produktionsfunktion mit Einsatzmenge und Ausbringungsmenge Y

Die Produktions- und Kostentheorie ist eigentlich Teil der allgemeinen Betriebswirtschaftslehre. Ihre Konzeption ist jedoch stark auf Fragen der Produktion ausgerichtet, weshalb sie oft der Produktionswirtschaft zugerechnet wird. Sie stellt funktionale (mathematische) Zusammenhänge zwischen Input und Output der Produktion dar. Die Produktionstheorie beschränkt sich auf die Einsatzmengen der verwendeten Faktoren und auf die Ausbringungsmengen der erzeugten Güter, die mit Produktionsfunktionen modelliert werden. Die Kostentheorie baut darauf auf und bewertet die Einsatzmengen mit Kosten, um mithilfe von Kostenfunktionen die optimale Produktionsmethode zu finden.
Ein Beispiel für eine einfache Produktionsfunktion ist {\displaystyle x=2r} mit
{\displaystyle x} - Ausbringungsmenge (Output / Menge der erzeugten Produkte)
{\displaystyle r} - Einsatzmenge (Input / Menge der verwendeten Faktoren)
Beispielsweise könnte die Funktion die Produktion einer Tonne Stahl unter Verwendung von 2 Tonnen Erz darstellen. Bewertet man die Faktoren mit Preisen {\displaystyle p}, so erhält man Kostenfunktionen. Wenn eine Einheit {\displaystyle r} 5 Geldeinheiten kostet, so erhält man als Kostenfunktion {\displaystyle K(x)=px=10x}. Komplexere Funktionen modellieren Produktionen mit mehreren Faktoren {\displaystyle r_{1},r_{2},r_{3},...,r_{i}} und mehreren Produkten {\displaystyle x_{1},x_{2},x_{3},...,x_{j}}.
Von besonderem ökonomischen Interesse sind substitutionale Produktionsfunktionen, bei denen eine bestimmte Ausbringungsmenge mit unterschiedlichen Kombinationen von Einsatzmengen erzielt wird. Ein bestimmter Produktionsfaktor kann dann ganz oder teilweise gegen einen anderen ausgetauscht (substituiert) werden. Bei der Funktion
{\displaystyle x=r_{1}r_{2}} kann beispielsweise die Ausbringungsmenge {\displaystyle x=10} erreicht werden durch
{\displaystyle r_{1}=5} und {\displaystyle r_{2}=2} oder durch
{\displaystyle r_{1}=10} und {\displaystyle r_{2}=1}. Bewertet man nun den Faktorverbrauch mit Kosten, so stellt sich die Frage nach der Minimalkostenkombination, also demjenigen Verhältnis {\displaystyle r_{1}/r_{2}}, bei dem die Kosten minimal werden.
Einige Produktionsfunktionen haben eigenständige Bedeutung z. B. die ertragsgesetzliche Produktionsfunktion (auch Produktionsfunktion vom Typ A genannt) oder die Cobb-Douglas-Funktion. Beide stammen ursprünglich aus der Volkswirtschaftslehre und wurden in die Betriebswirtschaftslehre übernommen. Erich Gutenberg entwickelte zum ersten Mal eine eigenständige betriebswirtschaftliche Produktionsfunktion, die er Funktion vom Typ B nannte und inzwischen als Gutenberg-Produktionsfunktion bekannt ist. Bei dieser Funktion wird ein bestimmtes Aggregat (z. B. eine Maschine) betrachtet. Je nachdem wie lange und mit welcher Intensität dieses Aggregat betrieben wird, ergeben sich unterschiedliche Ausbringungsmengen und Einsatzmengen. Input und Output bedingen sich also nicht mehr gegenseitig, sondern hängen beide vom Produktionsprozess selbst ab. Die Gutenberg-Produktionsfunktion wurde vielfach um weitere Aspekte ergänzt und erweitert (Funktionen C bis G). Diese Art der Produktions- und Kostentheorie ist international ohne Gegenstück geblieben.

## Produktionsprogrammgestaltung
Im Produktionsprogramm ist festgelegt, welche und wie viele Produkte ein Unternehmen herstellt. Es enthält also die Gesamtheit aller Produkte eines Unternehmens in der Art und Menge. Ein Unternehmen muss in strategischer Hinsicht entscheiden, wie viele verschiedene Produkte es anbieten möchte, auf wie vielen Produktfeldern es tätig sein möchte (Breite des Produktionsprogramms) und wie hoch der Anteil der Wertschöpfung des jeweiligen Produkts im Unternehmen sein soll (Tiefe des Produktionsprogramms). Außerdem muss entschieden werden, mit welcher Strategie das Unternehmen Gewinn erzielen möchte. Es kann versuchen, das günstigste Produkt am Markt anzubieten, muss dafür aber auch die niedrigsten Stückkosten aufweisen, indem es hohe Stückzahlen effizient produziert. Oder es kann versuchen, einen hohen Preis zu erzielen, indem die Produkte möglichst genau an Erwartungen der einzelnen Kunden angepasst werden, wozu qualitativ hochwertige Produkte in geringen Stückzahlen produziert werden.
Ein Unternehmen kann beispielsweise auf den Produktfeldern „Autos“ und „LKW“ tätig sein, dabei jeweils nur wenige Modelle anbieten, die aus besonders festem und langlebigem Stahl bestehen, aber eine hohe Fertigungstiefe aufweisen, indem es Bleche selbst walzt und den speziellen Stahl selbst erzeugt. Das Produktionsprogramm kann mit dem Absatzprogramm identisch sein, falls alle Produkte sofort nach der Produktion auch abgesetzt werden. Sie werden jedoch gelagert und später abgesetzt oder auch gar nicht abgesetzt, falls das Unternehmen Produkte für den Eigenverbrauch erstellt, wie zum Beispiel im Fall einer Maschinenfabrik, die benötigte Maschinen selbst produziert. Es gibt grundsätzlich zwei verschiedene Methoden, mit einer schwankenden Nachfrage, wie sie für Saisonartikel typisch ist (z. B. Winter- und Sommerkleidung), umzugehen:
Bei der Emanzipation der Produktion vom Absatz wird über die Zeit immer gleich viel produziert. In Perioden mit geringer Nachfrage wird auf Lager produziert, in solchen mit hoher Nachfrage wird das Lager wieder geleert.
Demgegenüber steht die Synchronisation der Produktion mit dem Absatz, bei der in jeder Periode genau so viel produziert wie abgesetzt werden soll. Voraussetzung dafür ist, dass die vorhandene Produktionskapazität mindestens so hoch ist wie die größtmögliche Nachfrage.

### Forschung und Entwicklung
Bevor die Produkte produziert werden können, müssen sie konstruiert und entwickelt werden. Bereits bei der Konstruktion wird ein Großteil der späteren Produktionskosten festgelegt. Daher sollte bereits hier darauf geachtet werden, dass sich Teile leicht montieren lassen und niedrige Transport- und Lagerkosten verursachen. Außerdem rückt aufgrund gesetzlicher Auflagen die nachhaltige Produktgestaltung über die gesamte Produktlebensdauer hinweg in den Vordergrund, was Vorkehrungen für umweltgerechte Formen der Entsorgung des Produkts einschließt. Bei sehr innovativen Produkten ist dazu gegebenenfalls Forschung nötig. Für deren Organisation bieten sich vielfältige Möglichkeiten an von der eigenen Entwicklungsabteilung über die Vergabe von Aufträgen an Ingenieurbüros bis hin zum Kauf von Patenten oder Lizenzen. In innovativen Branchen ist es wichtig, Produkte schnell zur Marktreife zu bringen. Simultaneous Engineering bietet sich daher an, um die Entwicklungszeit zu verkürzen.

### Strategische und operative Programmplanung

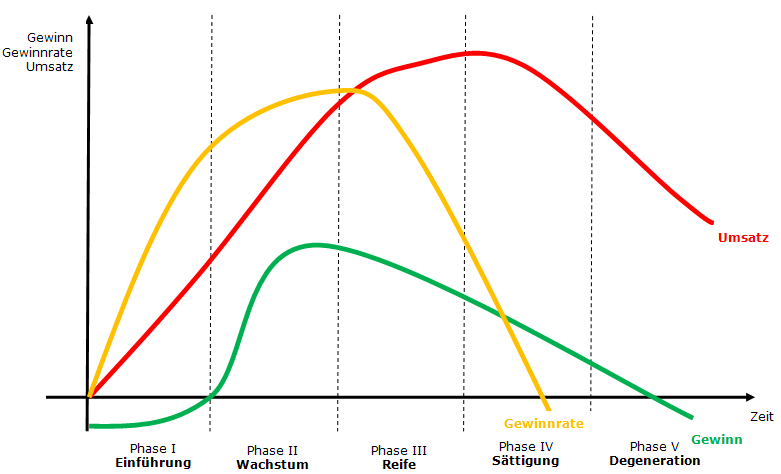
Darstellung der Umsatz-, Gewinn- und Gewinnratekurve im zeitlichen Verlauf des Produktlebenszyklus

Bei der strategischen (langfristigen) Planung des Produktionsprogramms werden verschiedene Instrumente eingesetzt, um die Vorteilhaftigkeit verschiedener zur Wahl stehender Möglichkeiten abschätzen zu können, beispielsweise Erfahrungskurven, Produktlebenszyklusanalysen, SWOT-Analysen oder Produktportfolios. Für die Bedienung spezieller Marktsegmente unter Beachtung des Wettbewerbs ist die Anwendung der Zielkostenrechnung von der Konstruktion bis zum Service ein wichtiger Erfolgsfaktor. Bei der operativen (kurzfristigen) Planung des Produktionsprogramms spielt der Fall eine Rolle, dass weniger Produkte produziert als verkauft werden können. Hier ist unter anderem zu berücksichtigen, wie hoch der Deckungsbeitrag der Produkte ist und wie viele Engpässe vorhanden sind, um ein Produktionsprogramm mit maximalem Gewinn aufzustellen.

## Potentialgestaltung
Bei der Potentialgestaltung (auch: Bereitstellungsplanung) handelt es sich vor allem um menschliche Arbeitskraft, Betriebsmittel (insbesondere Maschinen) sowie Roh-, Hilfs- und Betriebsstoffe, zusammenfassend auch Mensch, Maschine und Material genannt, aber auch Grundstücke sowie Rechte wie Patente oder Lizenzen.

### Arbeit
Selbst in „vollautomatisierten“ Fabriken müssen Maschinen von Menschen geplant, gewartet und instand gehalten werden, weshalb Arbeit aus produktionswirtschaftlicher Sicht von Interesse ist. Mit menschlicher Arbeit an sich beschäftigt sich die Arbeitswissenschaft, mit Beschaffung und Einsatz von Arbeitskräften die Personalwirtschaft. Arbeitsplätze sollten nach Möglichkeit ergonomisch gestaltet sein, um ein effizientes Arbeiten zu ermöglichen. Außerdem kann versucht werden, Personal monetär oder nichtmonetär zu motivieren, z. B. mit Akkordlohn statt Zeitlohn, mit einer inhaltlich ansprechenden Gestaltung der Arbeitsaufgabe, sozialen Aspekten oder Erfolgsbeteiligungen.
Die individuelle Leistungsfähigkeit ist unter anderem abhängig von der Ausbildung eines Mitarbeiters. Sie kann gezielt erhöht werden durch Aus- und Weiterbildungsmaßnahmen, erhöht sich aber auch von alleine durch Erfahrung und Lerneffekte am Arbeitsplatz (Siehe: Lernkurve). Die Leistungsbereitschaft wird bestimmt durch den Tagesrhythmus. Er weist normalerweise ein ausgeprägtes Mittagstief auf. Die Arbeitsaufgabe sollte in ihrer Komplexität möglichst den Fähigkeiten der Mitarbeiter entsprechen. Andernfalls führt dies entweder zu Überforderung oder zu Unterforderung und somit Monotonie. Um ihr vorzubeugen, sind verschiedene Konzepte im Einsatz, wie z. B. Jobenlargement, Jobenrichment oder Jobrotation, die für eine abwechslungsreichere Arbeitsaufgabe sorgen. Die verschiedenen Führungsstile der Vorgesetzten – autoritär bis kooperativ – haben Auswirkungen auf das Betriebsklima, während die physische Arbeitsumwelt wie Beleuchtung oder Lautstärke Auswirkungen auf das körperliche Wohlbefinden hat.
Seit den 1990er Jahren steht nicht mehr die einzelne Arbeitskraft und ihre individuelle Leistung im Vordergrund, sondern das Funktionieren und die Leistung von Teams. Dementsprechend gelangen auch neuartige Anreizsysteme zur Anwendung, die in Deutschland den Einzelakkord fast ganz abgelöst haben.

### Betriebsmittel

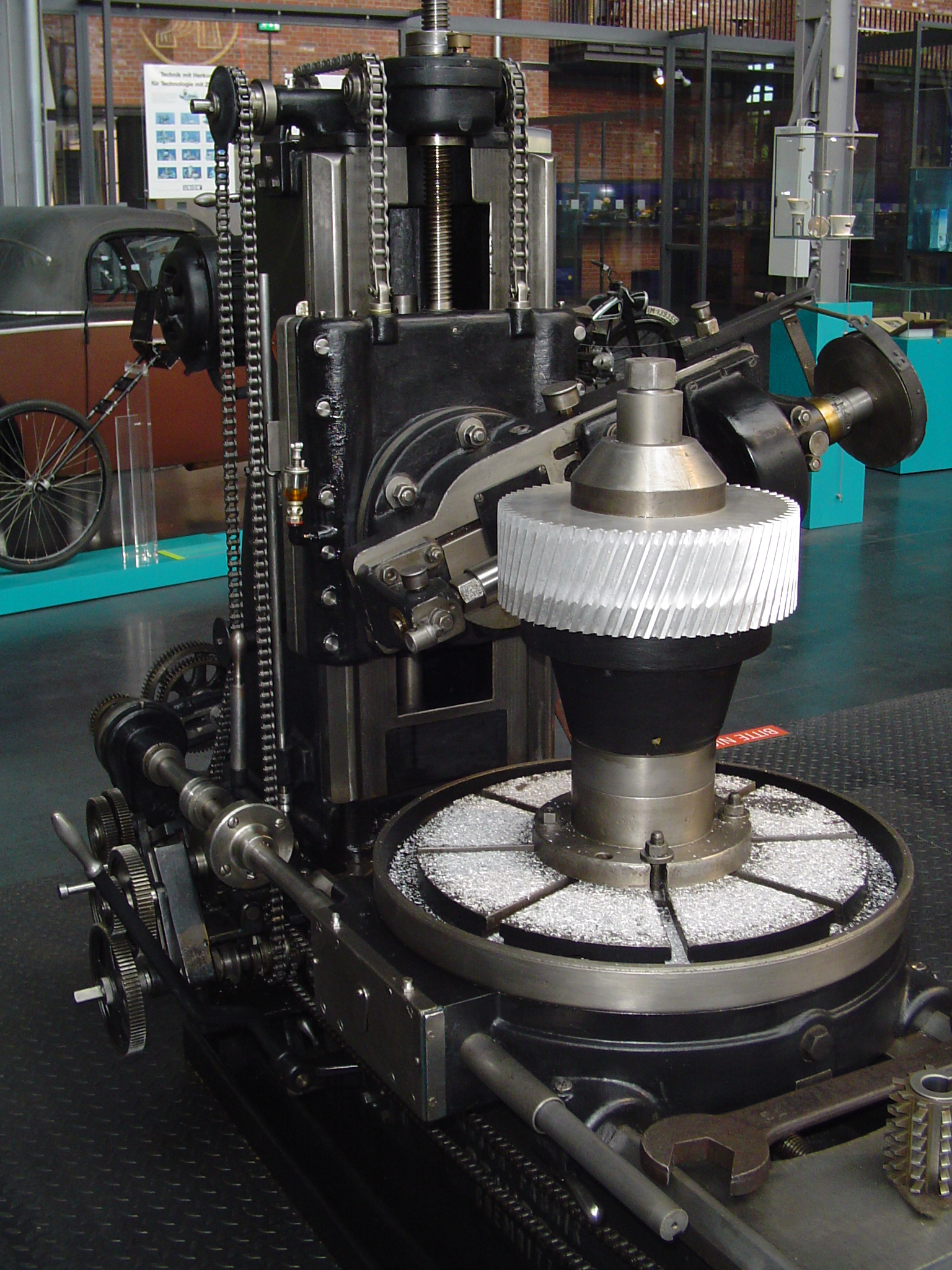
Beispiel für ein Betriebsmittel: historische Maschine zur Zahnradherstellung

Bei Betriebsmitteln handelt es sich um Objekte, die zur Produktion notwendig sind, aber nicht materiell in das Produkt eingehen. Dies sind vor allem Werkzeugmaschinen wie hydraulische Pressen, Drehmaschinen oder Schweißroboter, verfahrenstechnische Anlagen zur Stoffumwandlung, aber auch Leitungs- und Energieanlagen, Fördermittel wie Krane, Fließbänder und Lagereinrichtungen.
Die Anlagenwirtschaft beschäftigt sich mit der Planung, Realisation und Kontrolle der Beschaffung, Inbetriebnahme, Außerbetriebnahme und Veräußerung von Anlagen. Mit dem technischen Betrieb selbst beschäftigt sie sich nicht. In einem anlagenintensiven Produktionssystem sind es vor allem die Betriebsmittel, welche die gesamte Kapazität und Flexibilität bestimmen. Betriebsmittel müssen zuerst beschafft werden, was oft eine Investitionsrechnung erfordert. Grundsätzliche Möglichkeiten zur Beschaffung sind Kauf, Leasing und Eigenfertigung. Anschließend müssen sie während des Einsatzes instand gehalten werden, d. h., es werden Inspektionen, Wartungen und Reparaturen durchgeführt. Bei einer Inspektion beschafft man sich Informationen über den Zustand der Anlage, bei der Wartung werden Anlagen gepflegt (z. B. durch Reinigen oder Schmieren von Teilen) und bei Reparaturen werden aufgetretene Mängel beseitigt. Inspektion und Wartung verursachen Kosten, denen Ausfallkosten bei zu geringer Instandhaltung gegenüberstehen; zugleich verringern sie die gegenwärtig zur Verfügung stehende Kapazität, erhöhen sie jedoch langfristig. Die Instandhaltungsplanung bestimmt, wann welche Maßnahmen zu ergreifen sind. Das Ausscheiden von Anlagen geschieht ungeplant z. B. wegen Totalschaden, Diebstahls, Brand oder behördlicher Auflagen, und geplant wegen zu großen Verschleißes, Unwirtschaftlichkeit oder weil neue Technologien eingeführt werden. Ausgeschiedene Anlagen können verkauft oder als Ersatzteillager für ähnliche Maschinen verwendet werden. Die Nutzungsdauer von Anlagen wird häufig von Technikern geschätzt, obwohl präzisere Modelle zur Berechnung der optimalen Nutzungsdauer bzw. des Ersatzzeitpunktes existieren.
Lange Zeit hatten Unternehmen die Wahl zwischen sehr flexiblen Einzelmaschinen mit eher geringer Kapazität und sehr starren Fertigungsstraßen mit hoher Kapazität. Mithilfe der CNC-Technik wurden technische Konzepte entwickelt, die die Kapazität der Einzelmaschinen oder die Flexibilität von Fertigungsstraßen verbessern und sie recht genau den jeweiligen Erfordernissen anpassen. Es handelt sich dabei um CNC-Maschinen, Bearbeitungszentren, flexible Fertigungssysteme, flexible Transferstraßen und konventionelle Transferstraßen, deren wirtschaftliche Einsatzbedingungen auch im Rahmen der Produktionswirtschaft untersucht werden, während die technische Ausgestaltung den Ingenieurwissenschaften vorbehalten bleibt.

### Material
Die Materialwirtschaft beschäftigt sich mit der Ermittlung des Materialbedarfs und der Lagerhaltung. Die Materialbedarfsermittlung kann entweder vom Produktionsprogramm ausgehen und anhand von Stücklisten berechnen, wie viel Material für die geplante Produktionsmenge nötig ist, oder anhand von Vergangenheitsdaten wie dem jährlichen Verbrauch eines bestimmten Rohstoffs den künftigen Bedarf prognostizieren. Dazu werden verschiedene Prognosemethoden eingesetzt. Zur Entscheidung, welches Material nach welchen Methoden prognostiziert werden soll, wird oft eine ABC-Analyse eingesetzt.
In beiden Fällen muss über die Bestellmenge entschieden werden, also darüber, wie oft und wie viel bestellt werden soll. Eine große Bestellmenge verringert die Anzahl der Bestellungen und somit auch die gesamten Bestellfixkosten (Kosten, die pro Bestellung anfallen, wie Fahrtkosten für LKW), erhöht aber den Lagerbestand und somit auch die Lagerkosten. Es kann mit einfachen Modellen gezeigt werden, dass es eine optimale Bestellmenge gibt, bei der die gesamten Kosten minimiert werden. Eine extreme Ausprägung ist das Just-in-time-Konzept, bei dem immer nur so viel bestellt wird, wie gerade benötigt wird, um eine Lagerhaltung größtenteils oder gänzlich zu vermeiden. Außerdem muss eine geeignete Bestellpolitik gewählt werden.

### Standort des Betriebes
Der Wahl des Unternehmensstandortes kommt eine besondere strategische Bedeutung zu, da sie mit hohen Investitionen verbunden ist und nur sehr langfristig wieder rückgängig gemacht werden kann. Standortfragen stellen sich bei Produktionsstätten und Beschaffungs- und Fertigwarenlägern. Wichtige Standortfaktoren, die zu berücksichtigen sind, sind die Nähe zu Kunden und Lieferanten, der Zugang zu qualifiziertem Personal, Personalkosten, Art und Umfang von schädlichen Emissionen, ferner Steuern und Subventionen. Besondere Aufmerksamkeit kommt in der Literatur mathematischen Modellen zu, die den Standort so wählen, dass die Transportkosten, bei gegebenen Standorten der Kunden und Lieferanten, minimiert werden. Das bekannteste ist das Steiner-Weber-Modell.

### Stoffstrommanagement und Emissionsvermeidung
Die Gestaltung von Produktionsprozessen muss heute unter Berücksichtigung von Schadstoffemissionen erfolgen. Hierfür ist ein Stoffstrommanagement erforderlich, das die lokalen und überregionalen Stoffströme plant, kontrolliert und die Emissionen prognostiziert, vermeidet bzw. laufend reduziert. Dazu gehören bspw. der Einsatz erneuerbarer Energien, die Reduzierung von überflüssigem Verpackungsmaterial oder gefährlicher Betriebs- und Hilfsstoffe.

## Prozessgestaltung
Die (Produktions-)Prozessgestaltung (auch: (Produktions-)Prozessplanung, (Produktions-)Durchführungsplanung oder Ablaufplanung) wird inhaltlich gegliedert in die Layoutplanung, die Terminplanung und die Reihenfolgeplanung. Teilweise werden auch noch die Losgrößenplanung und die Fließbandabstimmung dazugezählt. In strategischer (langfristiger) Hinsicht werden die generellen Produktionsabläufe festgelegt, z. B. der Organisationstyp der Produktion. Die taktische (mittelfristige) Prozessgestaltung hat die Aufgabe, den optimalen innerbetrieblichen Standort der Produktionsmittel zu finden. Die operative (kurzfristige) Prozessgestaltung sorgt für die wirtschaftliche Ausführung der Produktion. Besonders bedeutsam ist hier die Produktionssteuerung.

### Layoutplanung
Die Layoutplanung (auch innerbetriebliche Standortplanung) versucht das optimale Layout, d. h. die optimale Anordnung der Produktionsmittel, zu finden. Untersucht wird vor allem die Frage, wo welche Maschine stehen sollte, um den Transportaufwand zwischen diesen Maschinen zu verringern, die Durchlaufzeit zu minimieren oder die maximale Flexibilität zu erreichen. Unterschieden werden Probleme beim Planen eines neuen Standortes und solche, die sich bei Umgestaltung oder Erweiterung ergeben.

### Terminplanung
Die Terminplanung legt fest, wann welche Produkte oder Produktionslose produziert und bis wann sie fertiggestellt sein sollen.
Die Durchlaufterminierung legt Anfangs- und Endzeiten für die Produktionsaufträge fest, jedoch ohne Kapazitätsbeschränkungen zu beachten. Grundsätzlich lassen sich Aufträge nacheinander oder zur gleichen Zeit auf parallelen Maschinen bearbeiten. Es sind auch Mischungen aus beiden Strategien möglich, wenn z. B. ein halbfertiges Los schon zur Bearbeitung an nachfolgende Stationen weitergereicht wird. Zur genauen Bestimmung der optimalen Vorgehensweise eignet sich die Netzplantechnik.
Die Kapazitätsterminierung beachtet dabei die zur Verfügung stehende Kapazität. Ist die verfügbare Kapazität niedriger als die benötigte, kann versucht werden, die verfügbare Kapazität zu erhöhen, beispielsweise mittels Sonderschichten oder der Inbetriebnahme stillgelegter Maschinen. Andererseits ist es auch möglich, die benötigte Kapazität zu reduzieren, etwa indem ein Teil der geplanten Produktionsmenge an Subunternehmer vergeben oder die Produktion auf später verschoben wird.

### Losgrößenplanung
Unter einem Los versteht man eine Anzahl gleichartiger Produkte, die ohne Rüstvorgänge auf einer Maschine gefertigt werden können. Da große Lose zu geringen Rüstzeiten und -kosten führen, aber zu hohen Durchlaufzeiten und Lagerkosten, stellt sich die Frage nach der optimalen Losgröße. In der Literatur hat sich eine große Vielzahl an Modellen etabliert; das bekannteste und einfachste ist das klassische Losgrößenmodell, das von nur einem Produkt und konstanter Nachfrage ausgeht. Standardmodell der dynamischen Losgrößenplanung, bei der die Nachfrage zeitlich schwankt, aber vorab sicher bekannt ist, ist das Wagner-Whitin-Modell, zu dem ebenfalls nur eine Produktart gehört. Komplexere, aber realitätsnähere Modelle beziehen auch knappe Produktionskapazität und mehrere Produktarten ein. Dazu gehören das Sortenwechselproblem mit konstanter Nachfrage und das Capacitated Lot-Sizing Problem (CLSP) und Discrete Lot-Sizing and Scheduling Problem (DLSP) mit dynamischer Nachfrage. Beim DLSP wird neben der Losgröße auch gleichzeitig eine Reihenfolge der einzelnen Lose festgelegt. Es handelt sich somit um ein Mischmodell aus Losgrößenplanung und Reihenfolgeplanung.

### Reihenfolgeplanung
Die Reihenfolgeplanung (auch Maschinenbelegungsplanung oder Auftragsreihenfolgeplanung) beschäftigt sich mit der Frage, wann welche Aufträge auf welcher Maschine zu produzieren sind. Man kann die Reihenfolge so wählen, dass die gesamte Terminüberschreitung minimiert wird, so dass die Durchlaufzeit – die Zeit vom Produktionsbeginn des ersten Produktes bis zur Fertigstellung des letzten Produktes – minimiert wird, oder so, dass die Auslastung maximiert wird. Es ist allerdings nicht möglich, alle drei Kriterien zugleich zu optimieren. Dieses Problem ist als Dilemma der Ablaufplanung bekannt geworden. Es existieren allerdings verschiedene Prioritätsregeln, mit denen jeweils ein einzelnes dieser Ziele sicher erreicht wird. Es wird zwischen zwei Reihenfolgen unterschieden:
- Die Maschinenfolge gibt für einen Auftrag an, in welcher Reihenfolge er auf den verschiedenen Maschinen zu bearbeiten ist. Sie kann technisch oder organisatorisch vorgegeben oder frei wählbar sein.
- Die Auftragsfolge gibt für eine Maschine an, in welcher Reihenfolge auf ihr die verschiedenen Aufträge zu bearbeiten sind. Zu beachten sind hier insbesondere die Rüstzeiten; sie können konstant sein oder vom Auftrag oder der Reihenfolge der Aufträge abhängen.

Ein Maschinenbelegungsproblem ist gelöst, wenn sowohl die Maschinenfolge als auch die Auftragsfolge bestimmt sind. Dabei haben sich bestimmte Spezialfälle herausgebildet. Beim Job-Shop ist die Maschinenfolge für jeden einzelnen Auftrag (englisch: Job) vorgegeben, aber für jeden Auftrag verschieden. Beim Flow-Shop ist die Maschinenfolge für jeden Auftrag identisch. Es handelt sich folglich um eine Fließfertigung. Die Bearbeitungszeiten auf den einzelnen Maschinen sind jedoch im Allgemeinen unterschiedlich. Beim Open-Shop gibt es keinerlei Festlegung bezüglich der Auftrags- oder Maschinenfolge. Dies ist z. B. bei flexiblen Fertigungssystemen der Fall. Die meisten dieser Probleme gehören in die Klasse der NP-schweren Probleme, sie sind also nur mit einem außerordentlich hohen Rechenaufwand optimal zu lösen. Bei {\displaystyle m} Maschinen und reihenfolgeabhängigen Rüstzeiten beispielsweise gibt es im Allgemeinen {\displaystyle m!} verschiedene Rüstzeiten (! ist die Fakultät, bspw. 5! = 120, 7! = 5040). Da die benötigte Rechenleistung bereits für kleine bis mittlere Probleme sehr hoch ist, werden meist Heuristiken untersucht, die zwar nicht immer zur optimalen Lösung führen aber mit vergleichsweise geringem Aufwand zu relativ guten Lösungen führen.

## Integrative Konzepte
Die bisherigen Teilbereiche der Produktionswirtschaft konzentrieren sich auf bestimmte Teilprobleme der Produktion. Die optimale Lösung in einem einzelnen dieser Bereiche kann jedoch zu einer Verschlechterung in anderen Bereichen führen. Integrative Konzepte möchten diese Teilprobleme daher gleichzeitig behandeln und in einem schlüssigen Gesamtkonzept integrieren.

### Produktionsplanung- und -steuerung
Die Produktionsplanung und -steuerung ist die Verwaltung aller Vorgänge, die bei der Produktion von Waren und Gütern notwendig sind. Es erfolgt kaum eine scharfe Trennung zwischen Planung und Steuerung, in der Literatur wird jedoch folgende Einteilung vorgenommen:
- Produktionsplanung
  - Produktionsprogrammplanung
  - Materialbedarfsplanung
  - Produktionsprozessplanung
- Produktionssteuerung
  - Auftragsfreigabe
  - Auftragsüberwachung

Je nachdem welchen Prinzipien die Produktion eines Unternehmens folgt (Push-/Pull-Produktion), sind die Produktionsplanungs- und -steuerungssysteme (PPS-System) unterschiedlich ausgestaltet.

### Computer-integrated manufacturing (CIM)

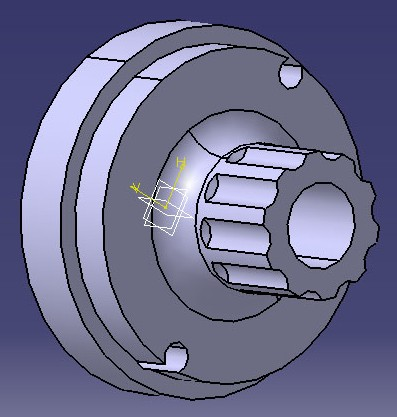
Ein virtuelles Bauteil in räumlicher (3D-)Ansicht (CAD-Programm CATIA)

Das Computer-integrated manufacturing (CIM) ist ein Sammelbegriff für verschiedene PC-basierte, technisch orientierte Konzepte. Zu den wichtigsten und bekanntesten zählen:
- CAD: Computer-aided design (rechnerunterstütztes Konstruieren)
- CNC: Computerized Numerical Control (zum Programmieren von Maschinen)
- CAQ: Computer-aided quality assurance (rechnerunterstützte Qualitätssicherung)

Sie weisen auch Schnittstellen zu Produktionsplanungs- und -steuerungssystemen (PPS-Systeme) auf. Aus den Arbeitsplänen lassen sich beispielsweise die benötigten Bearbeitungszeiten berechnen die an die PPS übermittelt werden. Dort werden sie benötigt, um Termine für die Auftragsfreigabe zu berechnen.

### Lean Production
Bei Lean Production (deutsch: schlanke Produktion) handelt es sich um verschiedene Methoden und Konzepte zur Vermeidung von Verschwendung. Es wird angestrebt, nur wenig Material zu lagern, da gelagertes Material Kapital bindet und es somit „verschwendet“. Folglich wird eine Anlieferung an Rohmaterial angestrebt, die erst zum benötigten Zeitpunkt eintrifft (just in time) und ggf. auch in der richtigen Reihenfolge (s. Just-in-sequence-Produktion). Innerbetrieblich werden größere Lagerbestände an halbfertigen Produkten durch die Produktion nach dem Pull-Prinzip vermieden. Weitere Elemente sind kontinuierliche Verbesserungsprozesse, Autonomation und Poka Yoke.

### Logistik

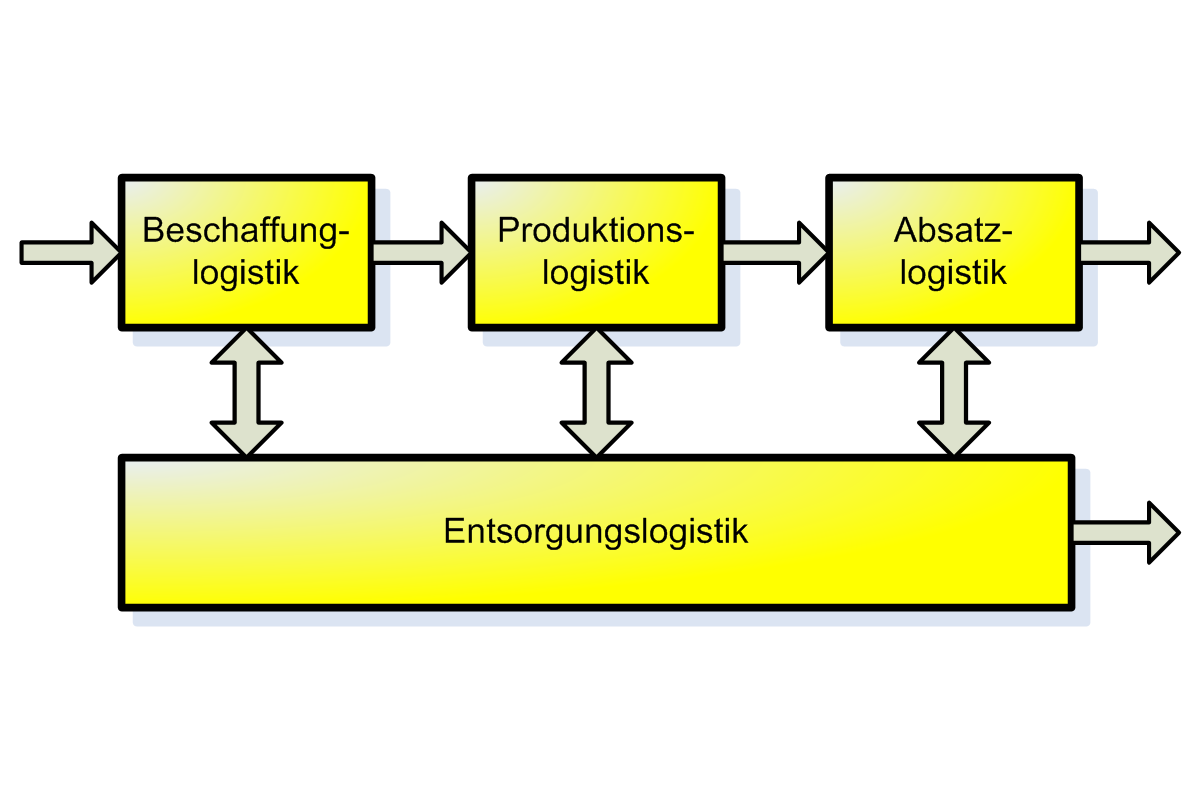
Subsysteme der Logistik: Beschaffungs-, Produktions-, Absatz- und Entsorgungslogistik

Die Logistik betrachtet die gesamte Lieferkette von der Beschaffung über die Produktion bis zum Kunden und erfüllt somit eine Querschnittsfunktion. Das Supply Chain Management (SCM, deutsch: Lieferkettenmanagement) betont dabei noch stärker den integrativen Gedanken, indem es Zulieferer und Kunden in die Betrachtung mit einbezieht. Eine solche Gesamtbetrachtung der Logistik oder des SCM ist zum Beispiel sinnvoll, wenn günstigere Beschaffungs- und Absatzmethoden in der Produktion zu höheren Kosten führen würden. Speziell mit innerbetrieblichem Transport, Lagerung und Umschlag beschäftigen sich die Produktionslogistik aus wirtschaftlicher Sicht und die Intralogistik aus technischer Sicht. Transport ist dabei die räumliche Überbrückung, d. h., Güter werden an einem anderen Ort benötigt. Lagerung ist die zeitliche Überbrückung, d. h., Güter werden zu einem anderen Zeitpunkt benötigt. Die Logistik behandelt dabei Themen wie Durchlaufzeiten, Losgrößen, Transportwege, innerbetriebliche Materialflüsse sowie deren technische Realisation, etwa mithilfe von Fließbändern, Kranen, Gabelstaplern oder fahrerlosen Transportsystemen. Einige Wissenschaftler sehen eine so große Wechselwirkung zwischen Produktion und Logistik, dass sie diese Gebiete in ihren Büchern gemeinsam behandeln.

### Qualitätsmanagement
Das Qualitätsmanagement ist eine betriebliche Führungsaufgabe, die sich mit Produkten und Produktionsprozessen (und anderen Prozessen) beschäftigt. Das Total Quality Management (deutsch: umfassendes Qualitätsmanagement) ist ein Konzept, das unternehmensweit alle Mitarbeiter – vom Vorstand bis zum Fertigungsmitarbeiter – einbindet, um den Fokus verstärkt auf die Qualität zu lenken. Six Sigma ist ein Konzept zur Umsetzung des Qualitätsmanagements, das auf statistischen Methoden aufbaut. Zu diesen statistischen Methoden gehören beispielsweise Prozessfähigkeitsuntersuchungen und die statistische Prozesslenkung. Um bereits in der Planungsphase später möglicherweise auftretende Fehler berücksichtigen zu können und bereits vorher Maßnahmen ergreifen zu können, damit sie erst gar nicht auftreten, wird häufig eine Fehlermöglichkeits- und -einflussanalyse eingesetzt.

## Aus- und Weiterbildung in Deutschland
Produktionswirtschaftliche Ausbildungsinhalte finden sich in Deutschland in gewerblich-technischen und kaufmännischen Berufsausbildungen, in entsprechenden Weiterbildungen und in betriebswirtschaftlichen und ingenieurwissenschaftlichen Studiengängen.
In den gewerblich-technischen Ausbildungsberufen steht das technische Wissen und Können im Vordergrund, allerdings werden auch Kenntnisse der Arbeitsvorbereitung und Überwachung der Produktqualität vermittelt.
Bei den kaufmännischen Berufsausbildungen werden vor allem den Industriekaufleuten produktionswirtschaftliche Kenntnisse vermittelt. Dies betrifft insbesondere Kenntnisse über verschiedene Fertigungsorganisationen, die Materialwirtschaft, Logistik, Produktionstypen, Produktionsplanung und -steuerung und Qualitätsmanagement.
Bei den Weiterbildungen zum Techniker und Industriemeister stehen auch betriebswirtschaftliche Kenntnisse auf dem Stundenplan, vor allem aber gilt dies für angehende technische Fachwirte und Industriefachwirte. Außerdem haben REFA-Lehrgänge oft produktionswirtschaftliche Inhalte.
Im akademischen Bereich werden vor allem in Betriebswirtschaftsstudiengängen entsprechende Vorlesungen angeboten. Zumeist ist wenigstens ein Fach, das sich mit der Produktion beschäftigt, als Pflichtfach zu belegen. Sie können später vertieft werden, wobei oft auch Inhalte angeboten werden, die sich mit Rand- und Nebenaspekten der Produktion beschäftigen, oder Fächer, die als Hilfswissenschaften genutzt werden, beispielsweise Operations Research, Produktionscontrolling, Arbeitsrecht oder Wirtschaftspsychologie. Da die Produktion eng mit der Logistik verbunden ist, werden auch in speziellen Logistikstudiengängen mit technischer oder wirtschaftlicher Ausrichtung wie Supply-Chain-Management oder Logistikingenieurwesen Kenntnisse der Produktionswirtschaft vermittelt. In ingenieurwissenschaftlichen Studiengängen kann in Deutschland oft ein Wahlpflichtfach mit wirtschaftlichem Inhalt gewählt werden, in dem auch die Produktionswirtschaft behandelt wird. Das Wirtschaftsingenieurwesen und die Wirtschaftsinformatik verbinden technische und wirtschaftliche Inhalte zu einem eigenständigen interdisziplinären Studium.

## Wissenschaft und Forschung
Die Produktionswirtschaft verfolgt, wie andere Wissenschaften auch, beschreibende, erklärende und gestaltende Ziele. Zum beschreibenden (deskriptiven) Wissenschaftsziel gehört die Bildung von Fachausdrücken und die Einteilung (Typisierung, Klassifizierung) von real existierenden Objekten (z. B. Produktionssystemen). Hierzu zählen etwa die Begriffe der Produktion, des Produktionssystems und ihre Typen sowie die Produktionsfaktoren und ihre Einteilung. Das erklärende (theoretische) Wissenschaftsziel baut auf dem deskriptiven Wissen auf und sucht Zusammenhänge, um bestimmte Phänomene erklären und schließlich vorhersagen zu können. Hier sind als Beispiele vor allem die Produktionstheorie und die verschiedenen Produktions- und Kostenfunktionen zu nennen. Darauf aufbauend versucht der Teil der Forschung, der dem gestaltenden (pragmatischen) Wissenschaftsziel folgt, Handlungsempfehlungen für Gestaltungsprobleme zu liefern. Beispiele aus der Produktionswirtschaft sind Formeln zur Bestimmung der optimalen Losgröße oder Auftragsreihenfolge oder Empfehlungen zur Gestaltung des Produktionsprogramms.
Die produktionswirtschaftliche Forschung bewegt sich in vielen verschiedenen Forschungsthemen. Im Bereich der Ökologie stellt sich die Frage, wie Umweltschutzauflagen möglichst kostengünstig eingehalten werden. Ferner wird gefragt, wie eine effiziente Kreislaufwirtschaft umgesetzt werden kann oder wie können Fragen des Umweltschutzes allgemein in die Produktionstheorie integriert werden.
Im Bereich der Humanisierung sind Fragen bezüglich des Wohls der Arbeiter bedeutend, etwa wie Arbeitszufriedenheit und Arbeitsbedingungen verbessert werden können oder welche Auswirkungen Gruppen- und Inselfertigung haben. Auch hier ist interessant, wie dies möglichst günstig umgesetzt werden kann.
Schließlich wird untersucht, wie ein Unternehmen möglichst effizient arbeiten kann. Während die Produktionstheorie davon ausgeht, dass ein Unternehmen effizient arbeitet, ist man in der Realität diesem Zustand nur mehr oder weniger nahe. In der Praxis haben sich verschiedene Konzepte entwickelt, wie man sich diesem Zustand wieder annähern kann, beispielsweise mittels kontinuierlicher Verbesserungsprozesse.
Forschungsergebnisse werden nur zum Teil in betriebswirtschaftlichen Zeitschriften publiziert. Je nach Forschungsthema kommen auch Zeitschriften der Ingenieurwissenschaften (Betreiben von Fabriken, Flexible Fertigungssysteme, Arbeitsvorbereitung), Arbeitswissenschaften (Arbeitskräfte, Ergonomie) oder des Operations Research (mathematische Modelle) in Frage.